# Lekcje miłości
Lekcje miłości (tytuł oryginalny Love Lessons) – powieść autorstwa Jacqueline Wilson, wydana w Wielkiej Brytanii w 2005 roku, a w Polsce w 2007 roku wydana nakładem wydawnictwa "Media Rodzina".

## Fabuła
Historia opisuje losy trzech kobiet: Prue, Grace i ich mamy, która po wylewie męża zostaje kompletnie sama i sama musi decydować o losach córek. Książka opisuje życie dziewczynek w ich pierwszej szkole, przeżycia i szkolne przyjaźnie i miłości. Czternastoletnia Prue i jej siostra Grace od dawna nie chodziły do szkoły, były uczone przez apodyktycznego i niezwykle surowego ojca w domu odkąd uznał, że szkoła tylko im szkodzi. Dobrze wiedzą, że różnią się od „normalnych” dziewczyn, ale próby dowiedzenia się, jak to jest być zwyczajną nastolatką kupującą np. zwyczajne ciuchy zamiast noszenia wdzianek szytych przez mamę, spotykają się z wściekłością ich ojca. Jednak kiedy ojciec dostaje wylewu i trafia do szpitala, nie mogąc poruszyć się lub powiedzieć choćby słowa, Prue nagle odkrywa, czym jest wolność. Matka dziewczyn, nie potrafiąc poradzić sobie z chorobą męża oraz uczeniem córek, wysyła je do pobliskiej szkoły i dziewczyny po raz pierwszy doświadczają szkolnego życia. Prue nigdy nie przypuszczałaby, że będzie jej tak ciężko wpasować się w szkolne środowisko. Jedyną osobą, z którą może porozmawiać jest młody, miły i przystojny nauczyciel plastyki, Rax. Prue i Rax zaprzyjaźniają się podczas lekcji i wkrótce nauczyciel proponuje jej copiątkową opiekę nad swoimi dziećmi. Rax szybko staje się dla Prue najważniejszą osobą w życiu.